# Subsecretari de stat în Guvernul George G. Mironescu (2)
În Guvernul George G. Mironescu (2) au fost incluși și subsecretari de stat, provenind de la diverse partide.

## Subsecretari de stat
- Subsecretar de stat la Președinția Consiliului de Miniștri

Viorel V. Tilea (10 octombrie 1930 - 17 aprilie 1931)
- Subsecretar de stat la Ministerul de Interne

Constantin Angelescu (10 octombrie - 19 noiembrie 1930)
Armand Călinescu (19 noiembrie 1930 - 17 aprilie 1931)
- Subsecretar de stat la Ministerul Instrucțiunii Publice și Cultelor

Ghiță Pop (10 octombrie 1930 - 17 aprilie 1931)
- Subsecretar de stat la Ministerul Agriculturii și Domeniilor

Virgil Potârcă (10 octombrie 1930 - 17 aprilie 1931)

## Sursa
- Stelian Neagoe - "Istoria guvernelor României de la începuturi - 1859 până în zilele noastre - 1995" (Ed. Machiavelli, București, 1995)